# Kopfband

Darstellung eines beidseitigen Kopfbandes mit senkrechtem Ständer und waagerechtem Rähm, bzw. Pfette

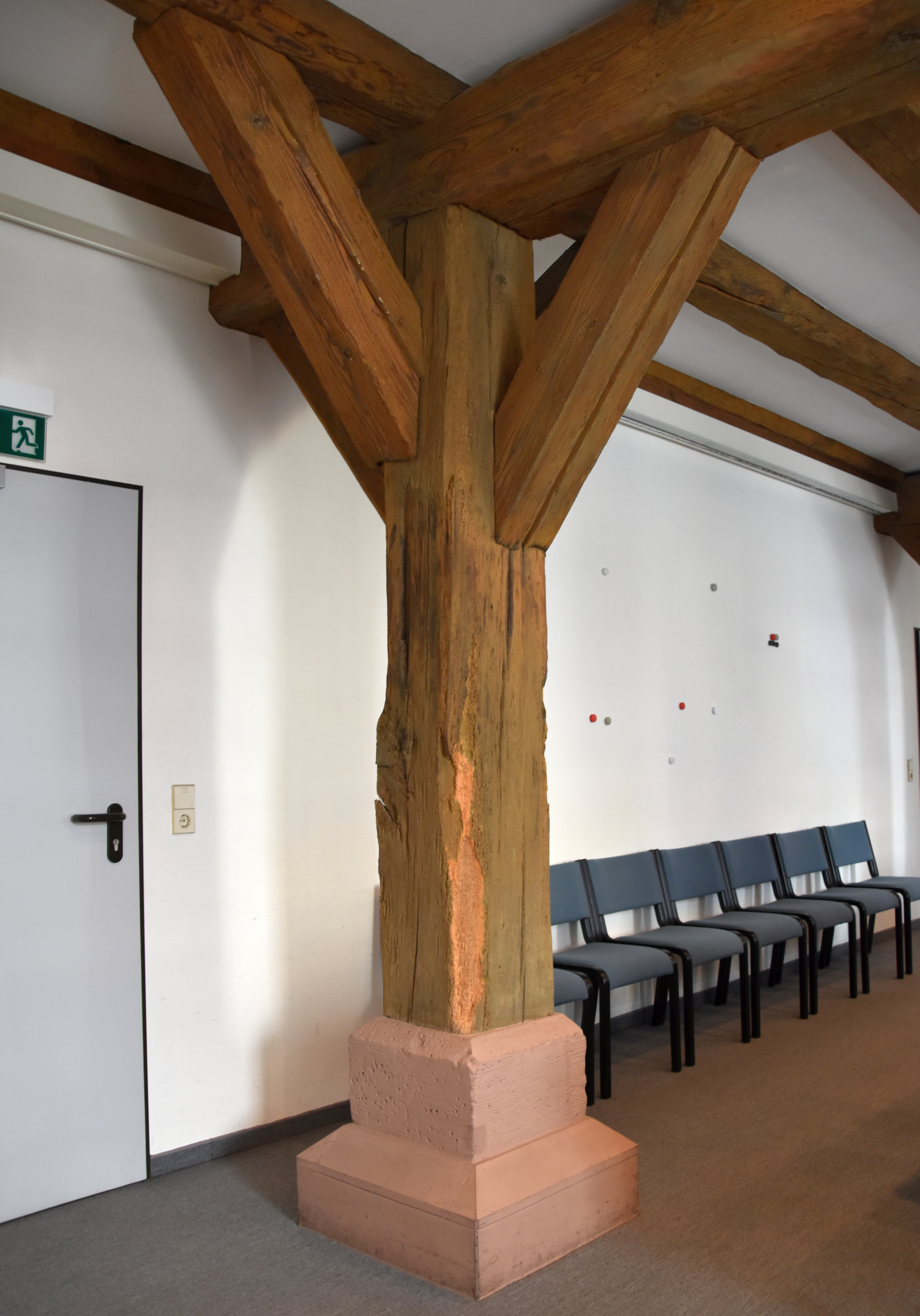
Ständer mit Kopfbändern

Ein Kopfband (auch Bug oder Kopfbüge) ist eine Strebe, die vom Zimmerer zwischen einem horizontalen Holz (Balken, Pfette, Rähm, Unterzug usw.) und einem vertikal stehenden Holz (Ständer, Stütze, Pfosten, Stiel usw.) eingesetzt wird, um eine Versteifung der Konstruktion zu erzielen.

## Funktion und Begriffe
Das Kopfband wirkt als baustatische Aussteifung und verhindert, dass eine Fachwerkwand oder eine Dachkonstruktion seitlich umklappen. Ein Kopfband erleichtert auch das Aufrichten von Holzkonstruktionen. Zusätzlich zur Aufnahme von horizontalen Kräften trägt das Kopfband auch vertikale Lasten ab und leitet diese in den Ständer.
Wird statt der Strebe ein dreieckiges Holz eingesetzt, so heißt dieses Kopfwinkelholz.

## Konstruktion

### Baustatik
Zimmermannsmäßige Holzverbindungen werden in der Regel als Gelenke betrachtet. Durch ein Kopfband lässt sich eine biegesteife Ecke ausbilden.

Fachwerk-Fachbegriffe für eine Wand: 1 Eckständer, 2 Strebe, 3 Rähm, 4 Ständer, 5 Kopfwinkelholz, 6 Kopfband, 7 Gegenstrebe, 8 Strebe, 9 Riegel, 10 Sturzriegel, 11 Brüstungsriegel, 12 Andreaskreuz, 13 Schwelle, 14 Fußwinkelholz, 15 Fußband, 16 Schwellriegel

Ein Kopfband setzt sich aus einzelnen Stäben zusammen, deren einzelne Knoten in guter Näherung gelenkig verbunden sind. Wenn man jedoch das Gesamtsystem aus einer gewissen Entfernung betrachtet, so kann dieses System aus drei Stäben als Ganzes auch als biegesteifer Knoten (statt der Detailbetrachtung eines Kopfbandes) angesehen werden.
Kopfbänder sollten bei Zwischenstielen immer von beiden Seiten angeordnet werden. Bei einseitigen Kopfbändern oder bei nachträglich einseitig entfernten Kopfbändern entstehen Biegemomente in den Stielen, für die sie in der Regel nicht bemessen sind und die unbedingt vermieden werden sollten.
Bei sehr flachen Dächern haben die Windrispen alleine keine ausreichend aussteifende Wirkung, so dass die Aussteifung des Daches in Längsrichtung („der Längsverband“) maßgeblich durch die Kopfbänder gewährleistet wird.

### Gefüge und Holzverbindungen
Im Längsverband eines Dachstuhles liegt die Mittel- oder Firstpfette auf Stielen auf. Die Pfette trägt die Sparren. Zusätzlich stützen die Pfetten an ihrem Ende auch den Giebel ab. Sofern der Giebel nicht durch längsliegende Wände ausgesteift wird, ist es üblich, ihn mit Mauerankern an den Pfetten zu befestigen. Kopfbänder werden meist unter einem Winkel von 45° zwischen Stielen und der Pfette eingesetzt.
Die Anschlüsse der Kopfbänder an Ständer und Rähm bzw. Pfette erfolgte bei historischen Verbindungen entweder mit der älteren Verzimmerung der Verblattungen oder der jüngeren der Zapfenverbindungen. Kopfbänder mit Verblattungen waren hierzulande bereits während er römischen Kaiserzeit üblich, wie seltener archäologischer Fund aus der Saalburg belegt.
 

Nachmittelalterlich erfolgte der Anschluss in der Regel nur noch mittels eines abgestirnten Strebezapfens (Zapfenverbindung). Der Zapfen befindet sich in der Mitte des Querschnitts und ist daher der nach dem Zusammenbau der Verbindung nicht mehr sichtbar. Heute werden die Anschlüsse oft auf einfache und schnelle Weise mit Nagelblechen oder mit hölzernen Laschen hergestellt.

Historische Holzverbindungen der Kopfbänder
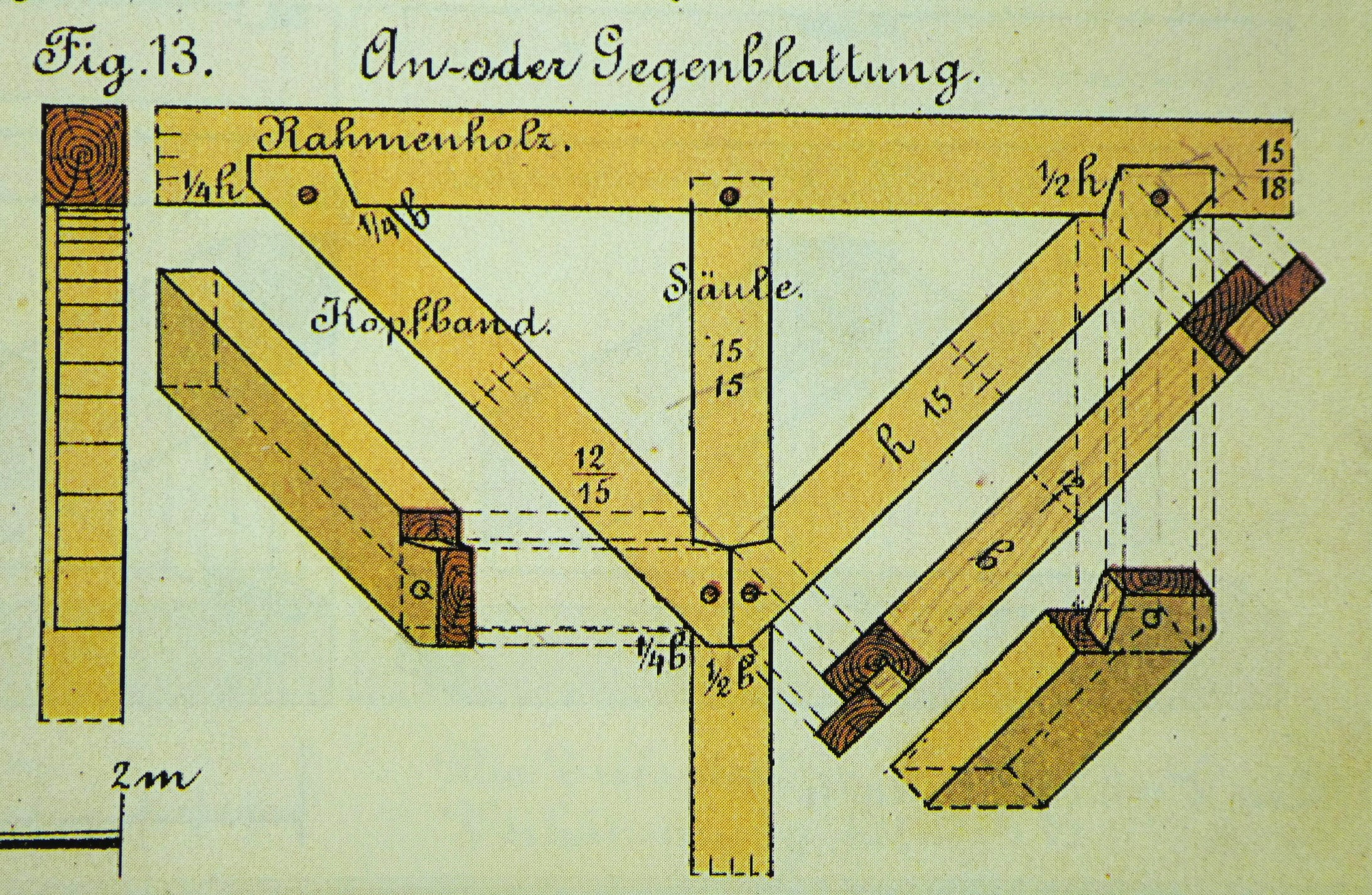
Kopfbänder mit Verblattungen (Franz Stade, 1904[6])
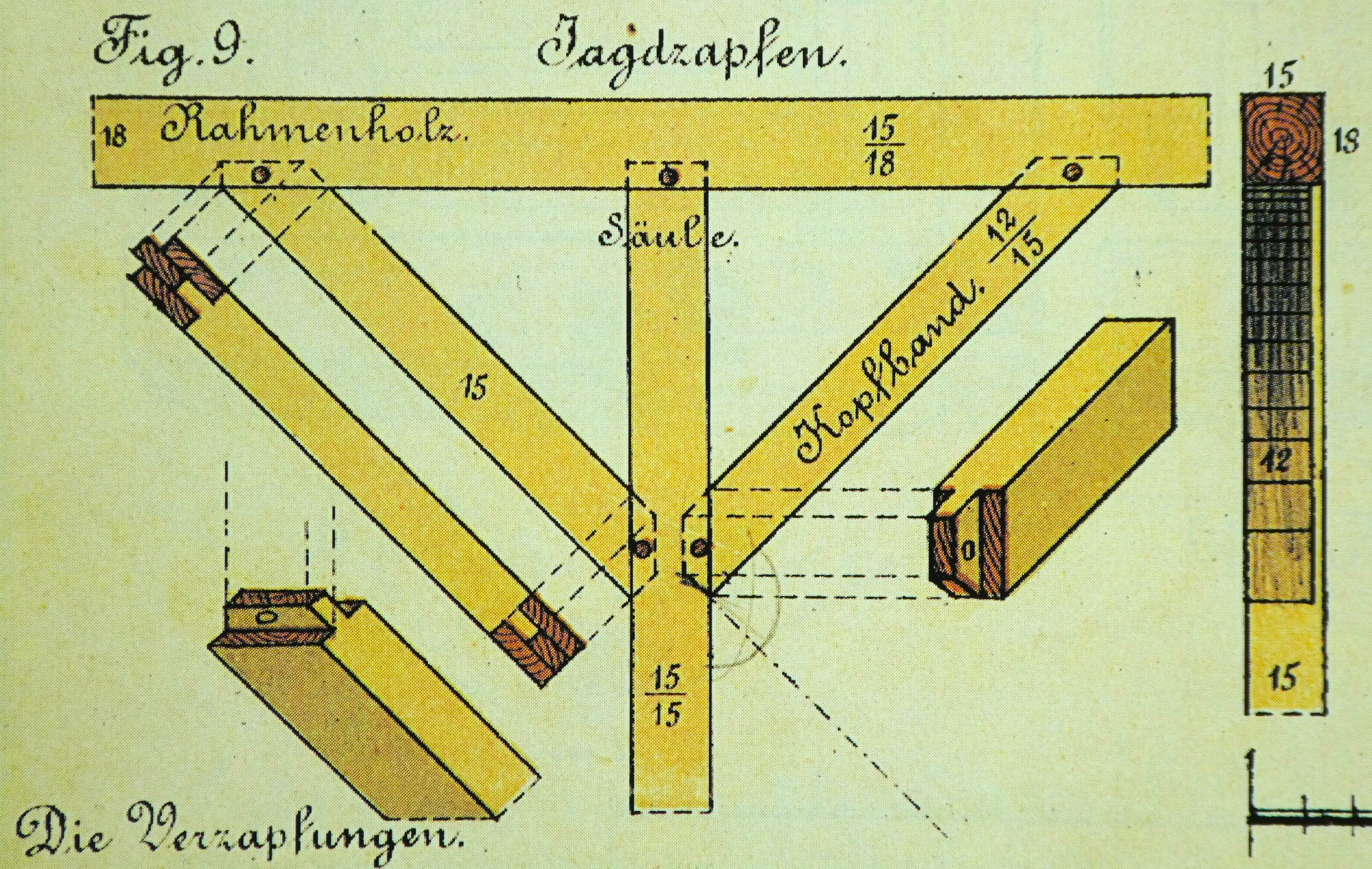
Kopfbänder mit Zapfenverbindungen (Franz Stade, 1904[7])

Historische Darstellungen
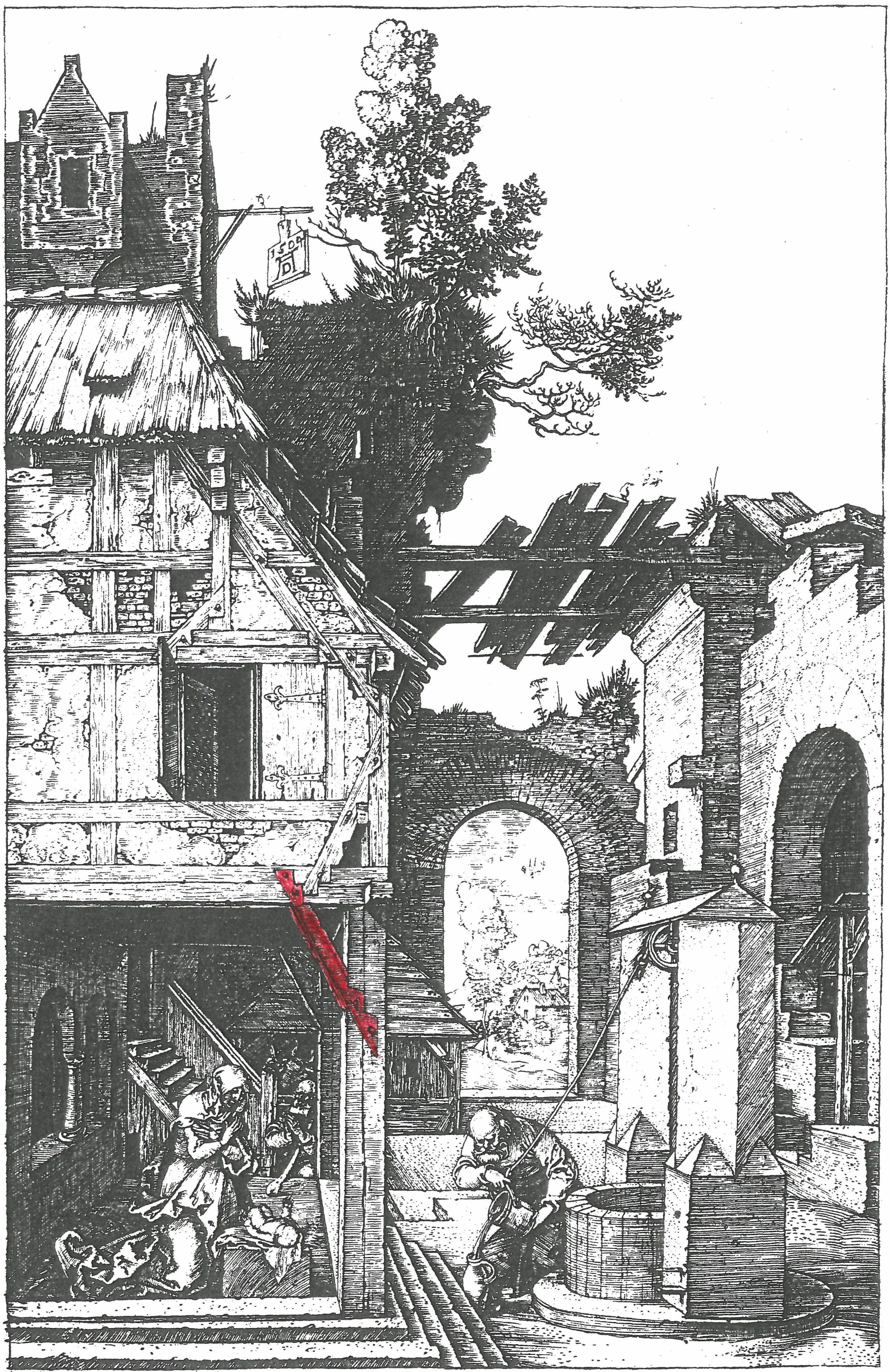
Geburt Christi, Holzschnitt von Albrecht Dürer, 1504
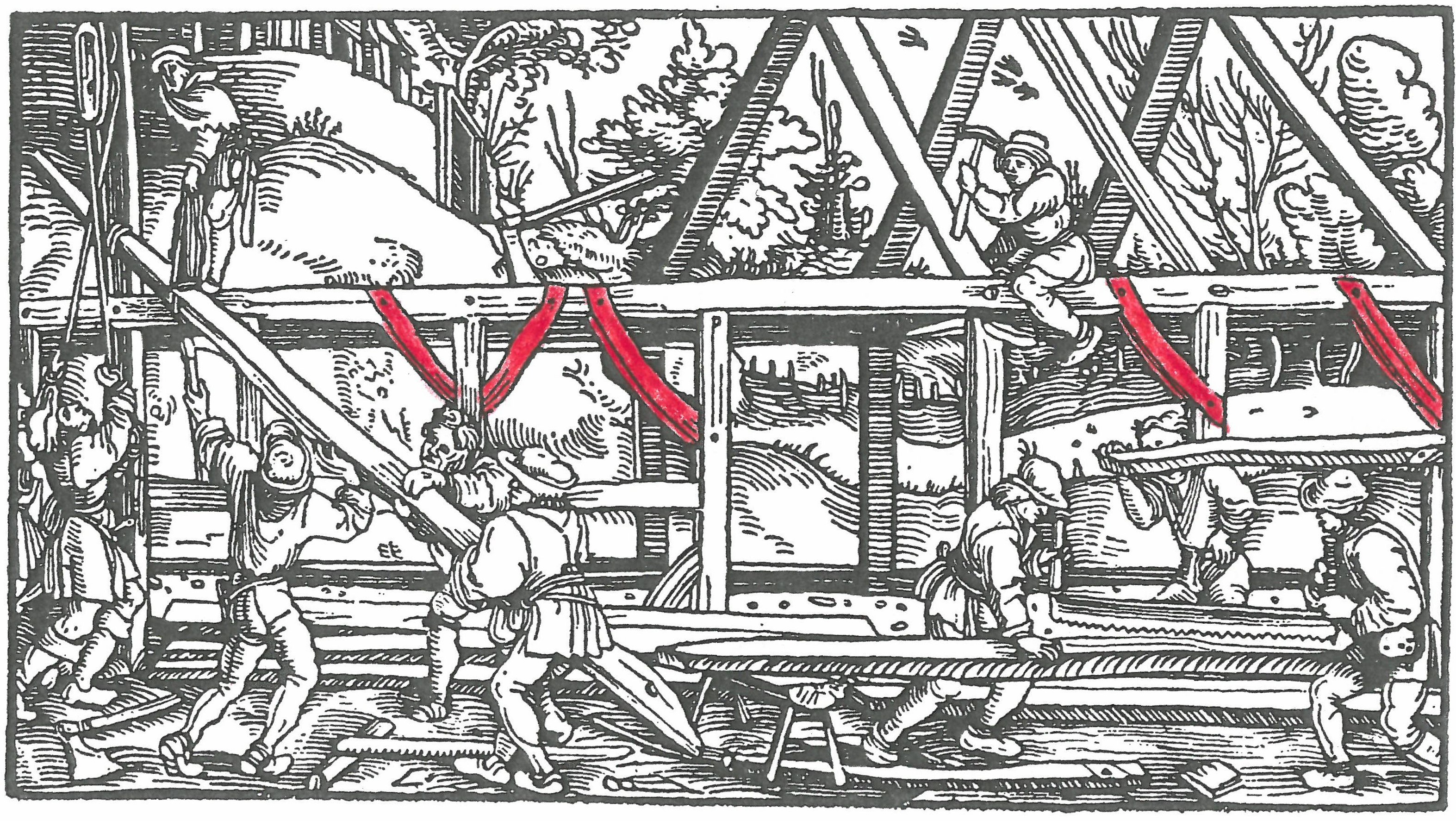
Bau eines Fachwerkhauses, Holzschnitt des Petrarcameisters, um 1520

## Gestaltung
Wenn Kopfbänder in historischen Gebäuden an besonders sichtbaren Stellen – etwa an Balkonen, Erkern oder an Stützen repräsentativer Innenräume – eingebaut wurden, sind sie oft mehr oder weniger verziert worden. Die einfachste Zierform ist die Abfasung der Kanten, ansonsten „indem man sie nach irgend einer hübschen Linie ausschneidet oder schweift. Die Büge (...) reicherer Bauten werden entsprechend façonniert, auf der Außenseite nach einer gefälligen Form ausgeschnitten, mit Nuten, Kehlen, Kannelierungen etc. versehen und Rosetten und Knöpfen etc. geschmückt“ (Theodor Krauth und Franz Sales Meyer, 1893).

Beispiele
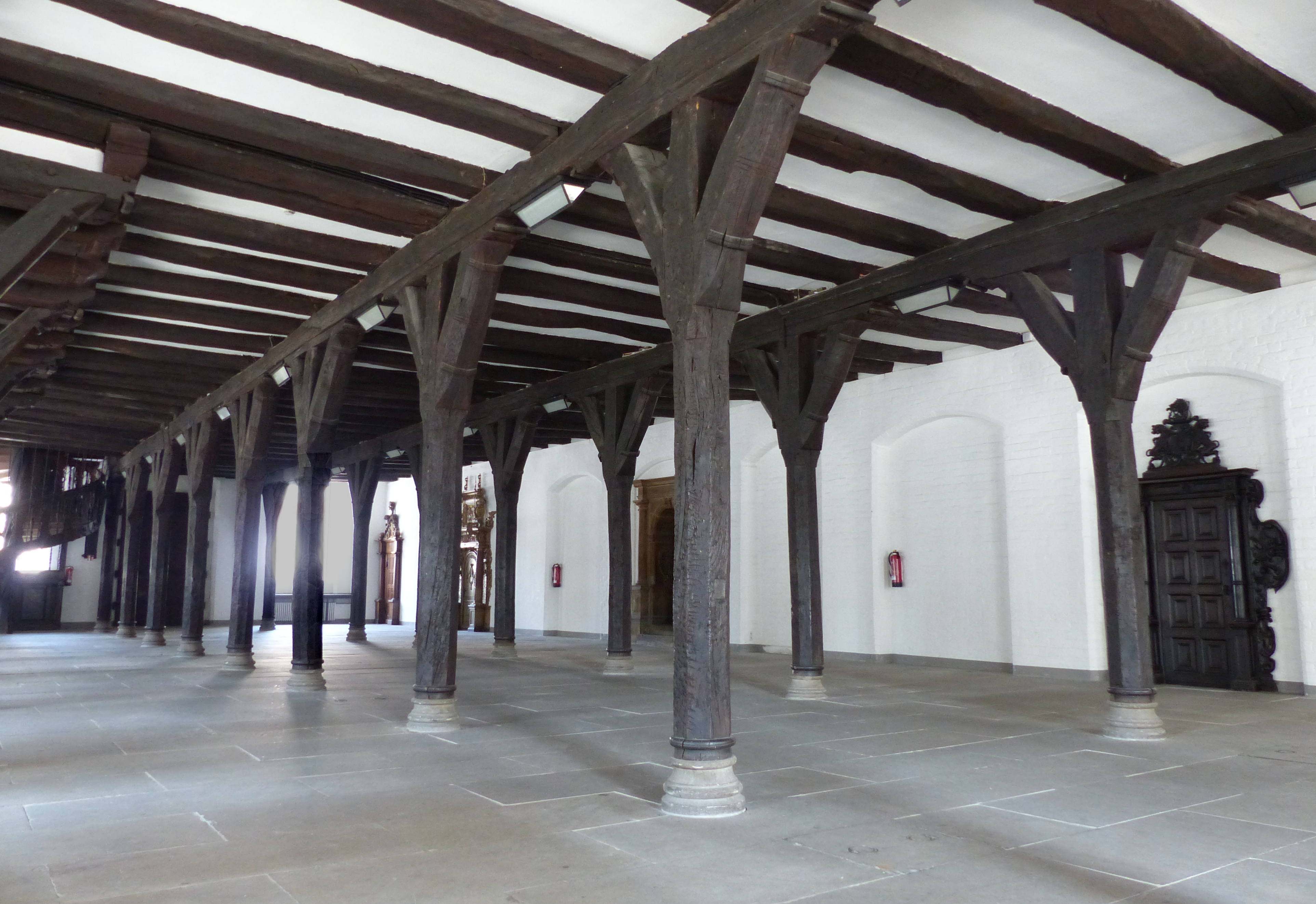
Gotische Stützenreihe mit profilierten Kopfbändern und Sattelhölzern in der Unteren Halle des Bremer Rathauses
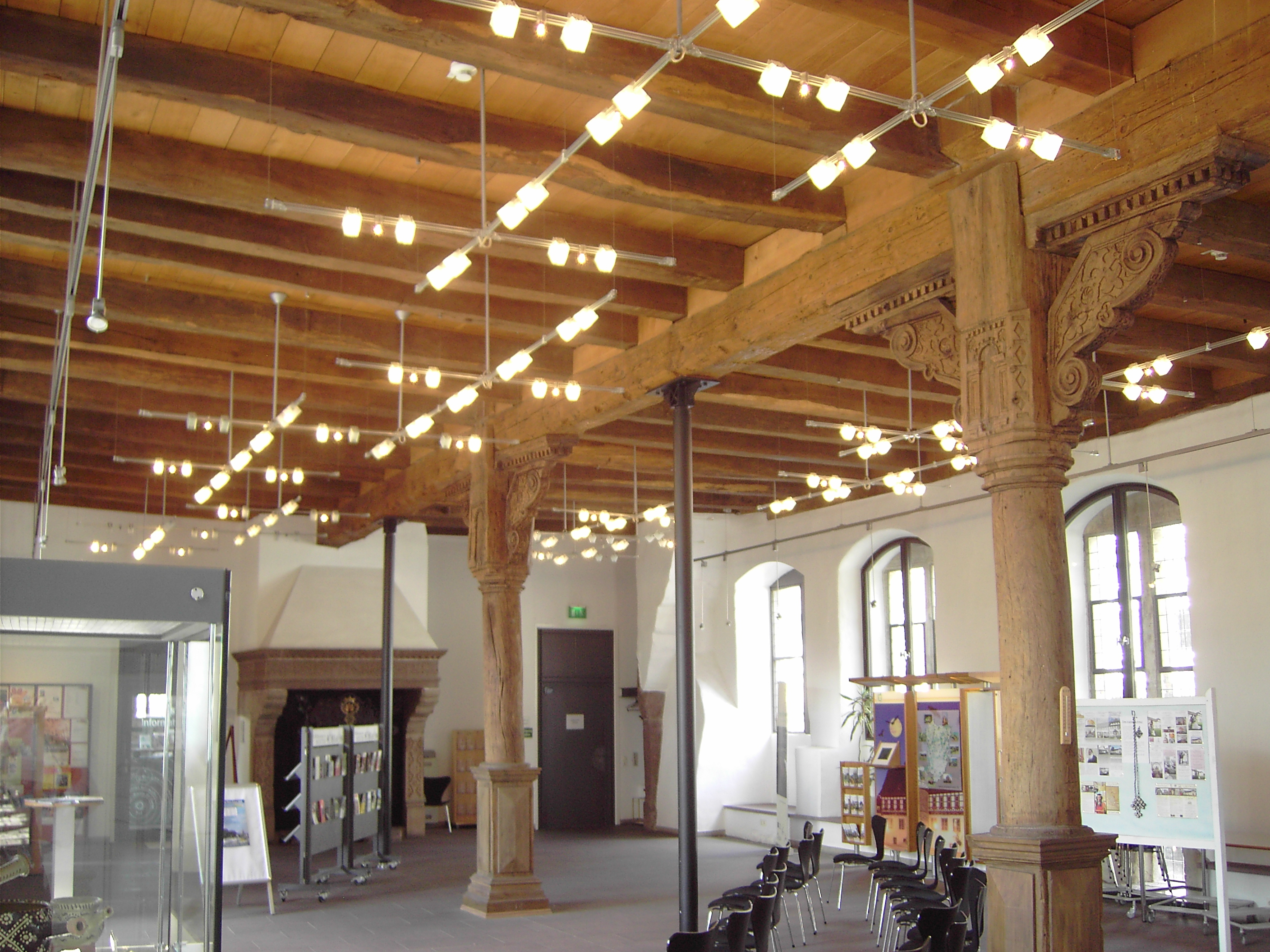
Holzsäulen mit Zierkopfbändern und Sattelhölzern im unteren großen Saal des Rathauses Höxter, 17. Jahrhundert
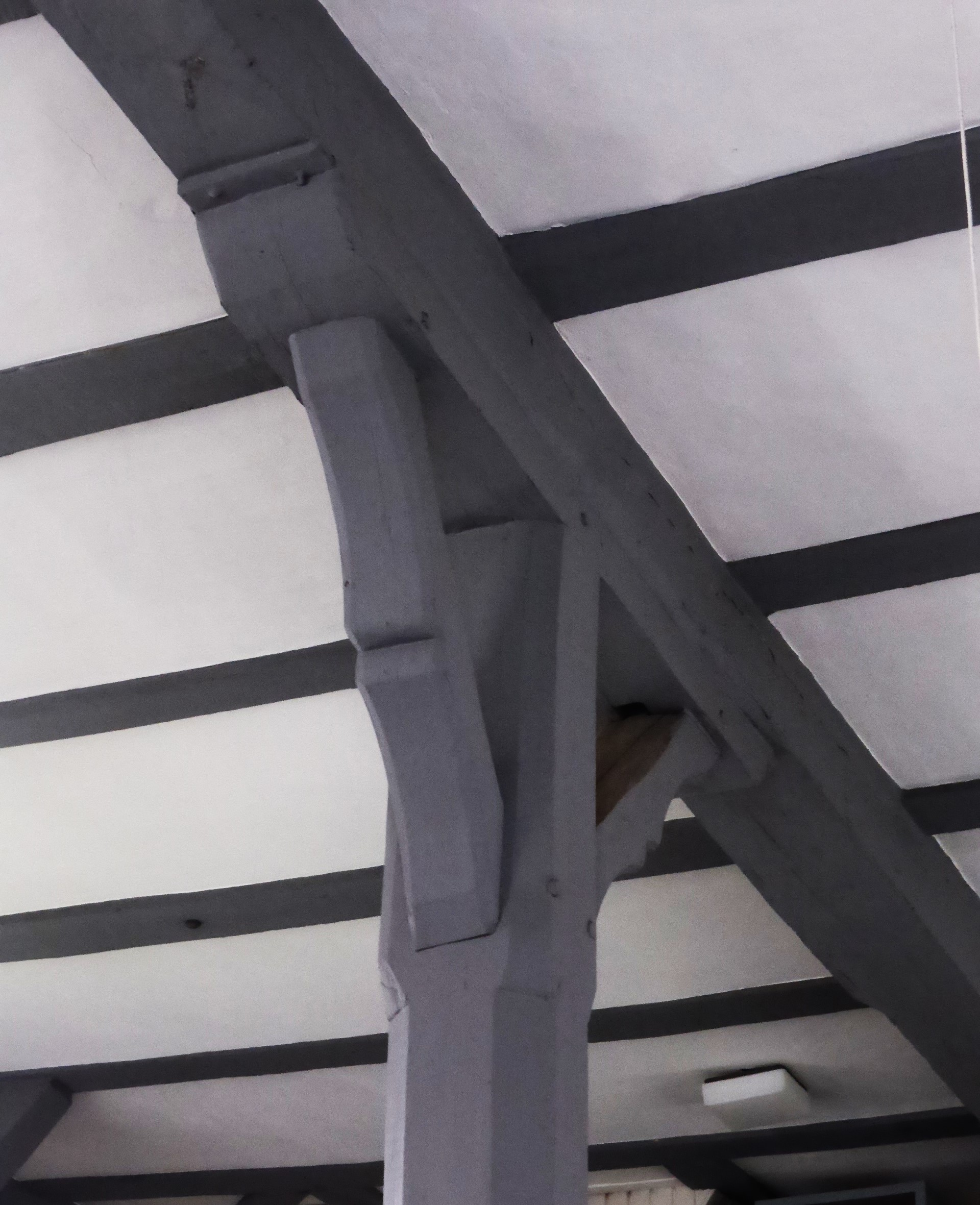
Kopfband mit Sattelholz, 17. Jahrhundert (Kapelle Bonaforth)
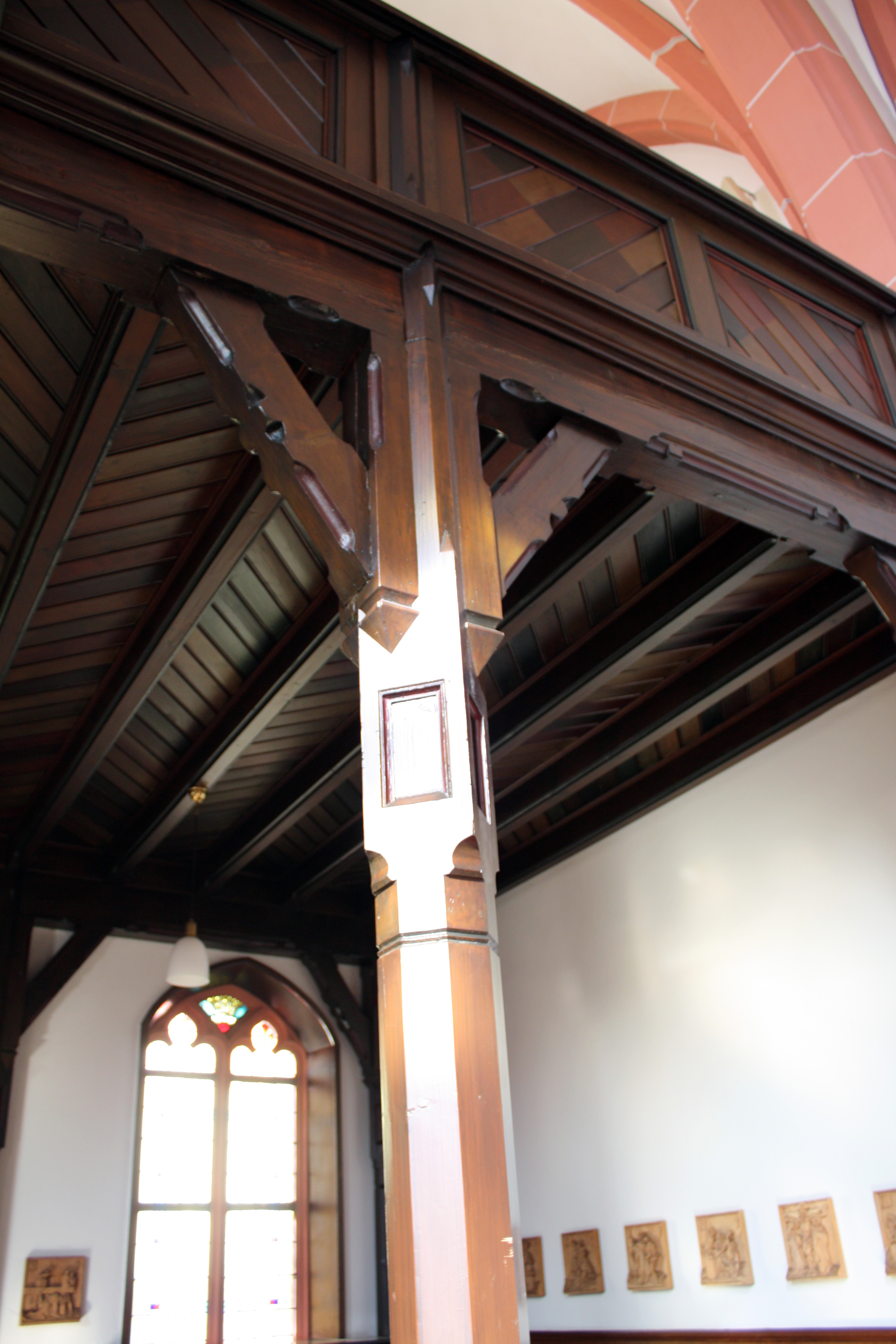
Neugotische Zierstütze mit Kopfbändern unter der Kapellenempore des St.-Anna-Hauses in Köln-Lindenthal
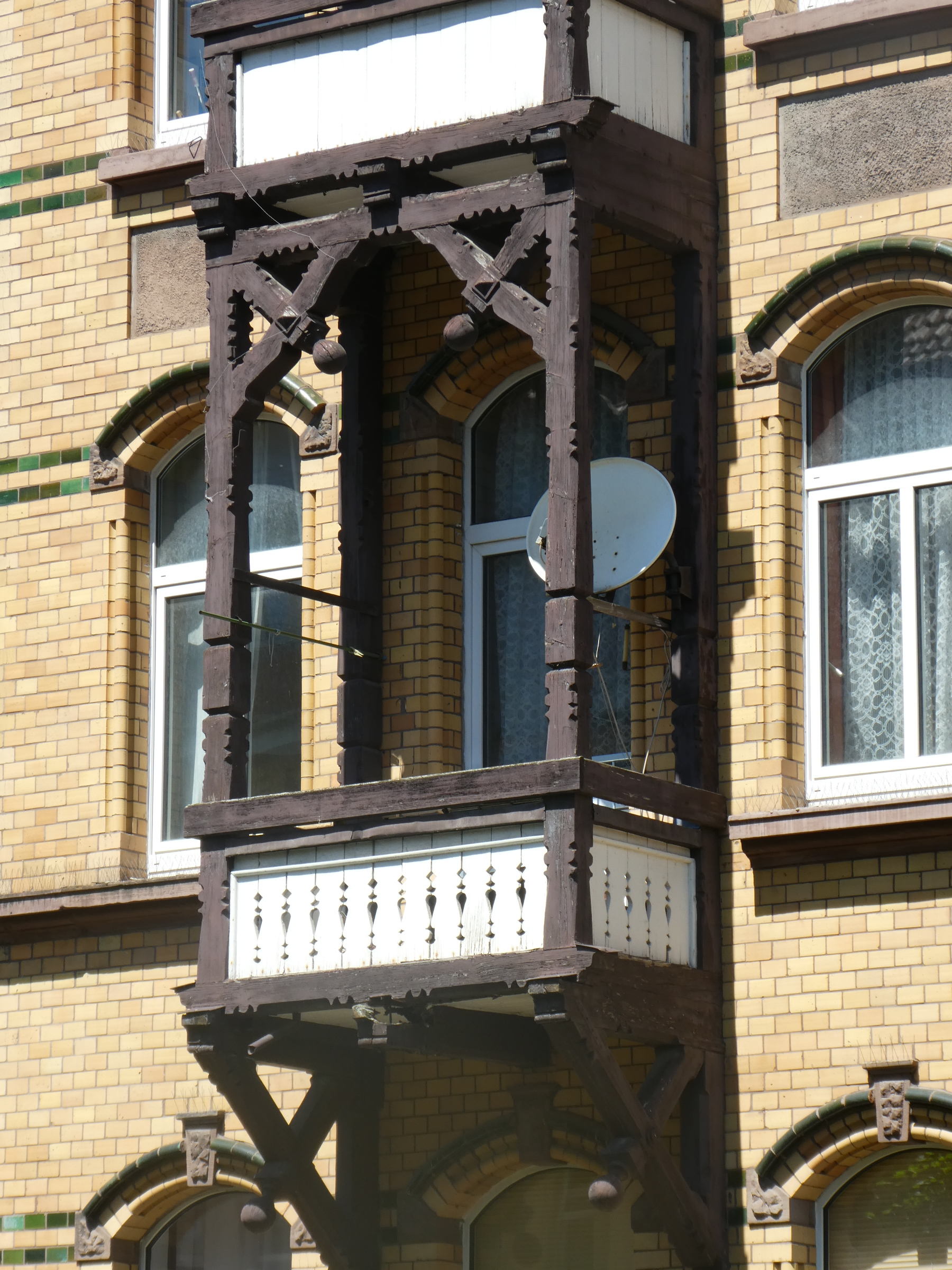
Zierkopfbänder an einer historistischen Balkonkonstruktion, errichtet 1892 (Göttingen, Wiesenstraße 42[9])
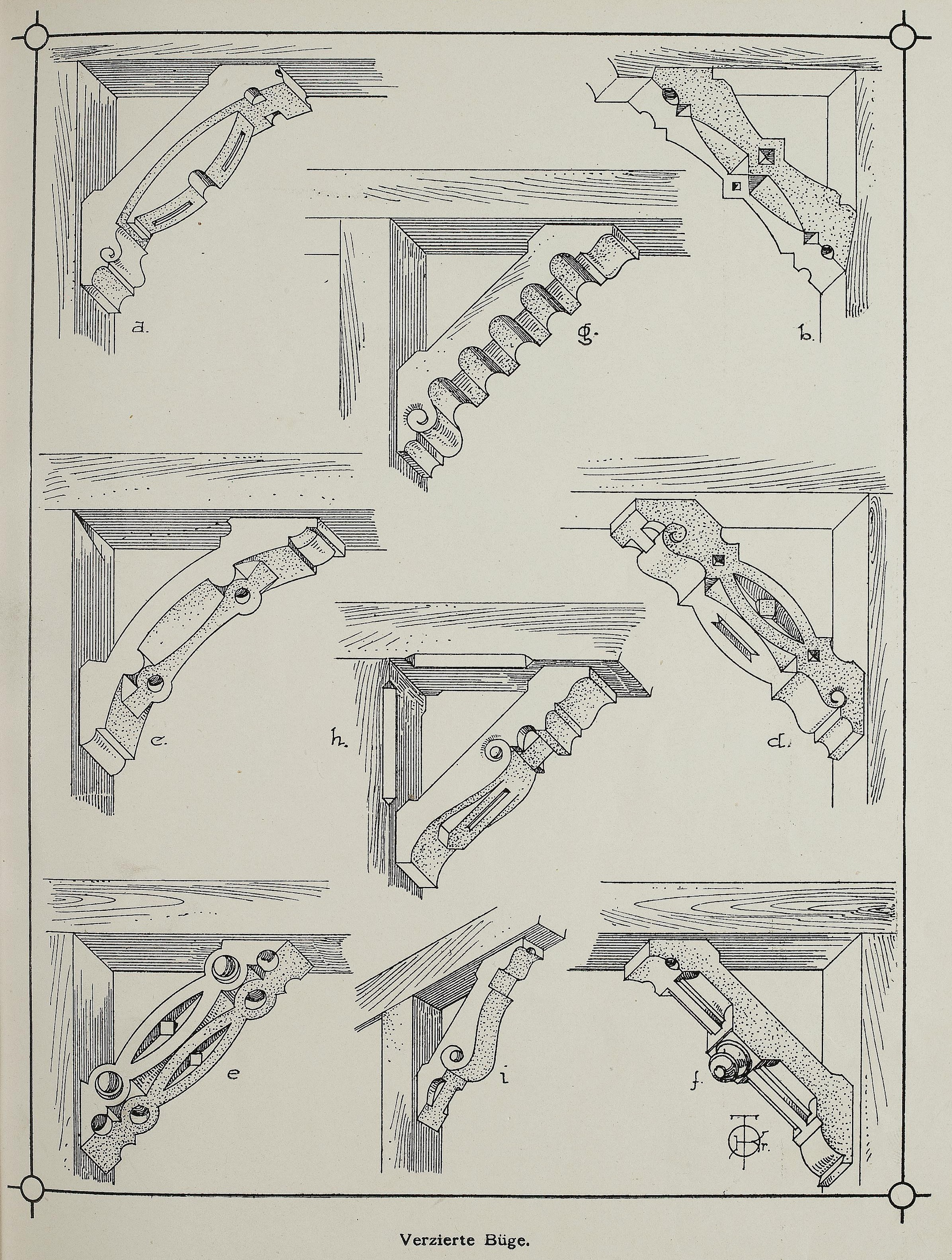
„Verzierte Büge“ (Theodor Krauth, 1893[10])
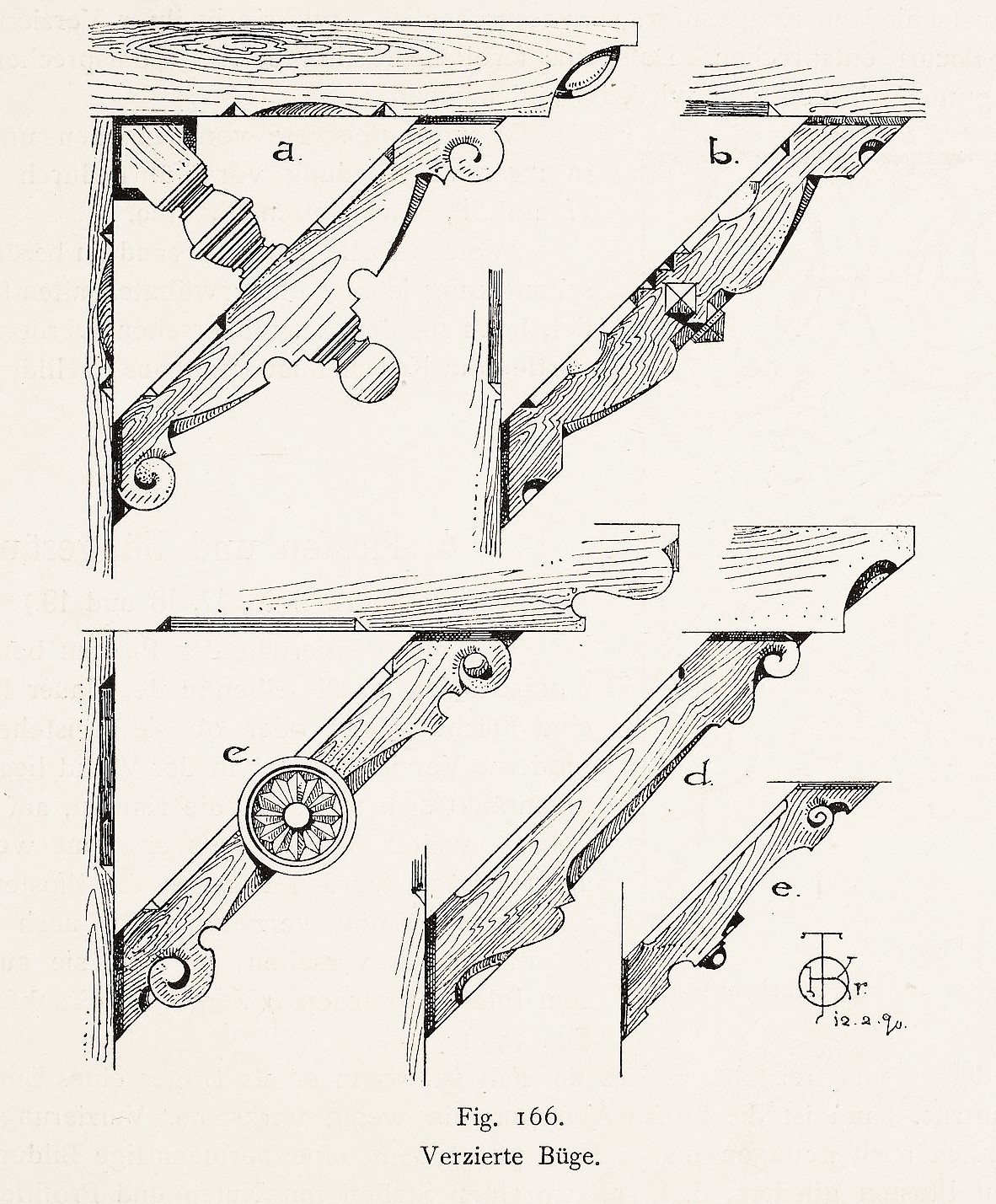
„Verzierte Büge“ (Theodor Krauth, 1893[11])
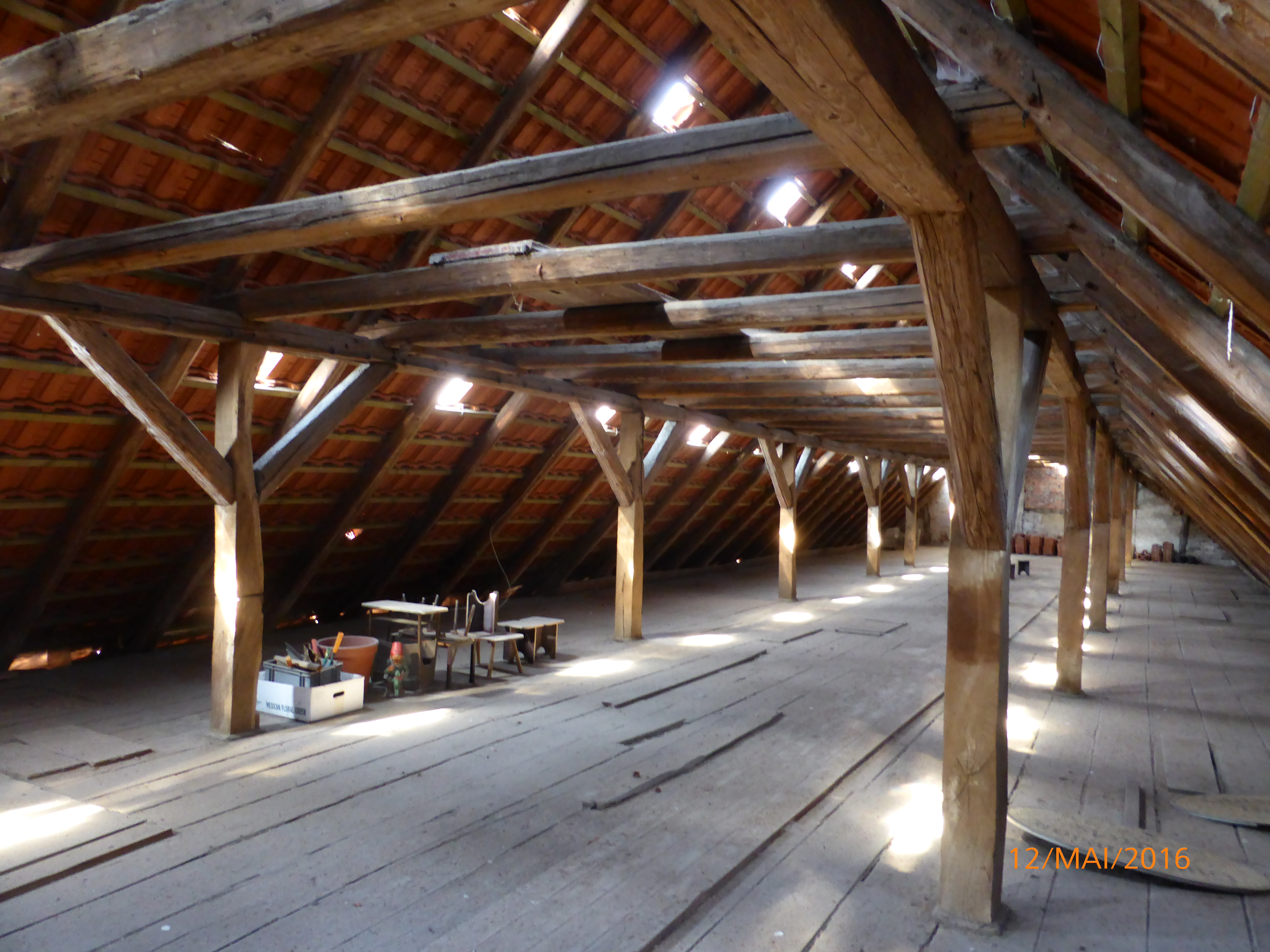
Kopfbänder als Längsaussteifung in einem doppelt stehenden Dachstuhl

## Sonstiges
Ein Kopfband schränkt die Kopffreiheit im Dachraum ein und behindert so unter Umständen die Nutzung und den Ausbau des Dachbodens.

## Moderne Einsatzmöglichkeiten
- Dachstuhl
- Holzständerhaus
- Fachwerkhaus
- Carport